# Example
Elliot John Gleave (n. 20 iunie 1982), cunoscut mai mult după numele de scenă Example, este un cântăreț, compozitor , rapper și producător muzical englez, aflat sub contract cu casele de discuri Epic Records și Sony Music. Numele său de scenă se trage de la inițialele E.G., care sunt o abreviere a frazei latine exempli gratia ("de exemplu").
Example a avut primele succese odată cu lansarea celui de-al doilea său album de studio, Won't Go Quietly, care a ajuns pe poziția 4 în topul UK Albums Chart și pe poziția 1 în UK Dance Chart. Albumul conține 2 single-uri de top 10, "Won't Go Quietly" și "Kickstarts". Cel de-al treilea său album Playing in the Shadows a fost lansat pe 4 septembrie 2011 și a fost în topul clasamentelor cu două single-uri pe poziția 1, "Changed the Way You Kiss Me" și "Stay Awake". Cel de-al patrulea său album, The Evolution of Man a fost lansat pe 19 noiembrie 2012 și s-a clasat pe poziția #13 în UK Albums Chart și pe poziția #1 în UK Dance Chart.
Al cincilea album al artistului, Live Life Living, a fost lansat pe 7 iulie 2014.

## Discografie

### Albume
- What We Made (2007)
- Won't Go Quietly (2010)
- Playing in the Shadows (2011)
- The Evolution of Man (2012)
- Live Life Living (2014)

### Mixtape-uri
- 2006 : We Didn't Invent the Remix
- 2008 : What We Almost Made
- 2009 : The Credit Munch
- 2010 : The Big Dog Blog Mix [avec Wire]

## Premii și nominalizări
| An   | Eveniment                  | Premiu                           | Recipient                   | Rezultat     |
| ---- | -------------------------- | -------------------------------- | --------------------------- | ------------ |
| 2010 | Popjustice £20 Music Prize |                                  | Kickstarts                  | Câștigat     |
| 2011 | BT Digital Music Awards    | Best Male Artist                 |                             | Nominalizare |
| 2011 | BT Digital Music Awards    | Best Independent Artist or Group |                             | Nominalizare |
| 2011 | 4Music Video Honours       | Best Boy                         |                             | Nominalizare |
| 2011 | 4Music Video Honours       | Best Video                       | Changed the Way You Kiss Me | Nominalizare |
| 2011 | 4Music Video Honours       | Best Video                       | Stay Awake                  | Nominalizare |
| 2012 | BRIT Awards                | British Single                   | Changed the Way You Kiss Me | Nominalizare |